# 538年
| 千纪： | 1千纪                                                                                           |
| 世纪： | 5世纪 \| 6世纪 \| 7世纪                                                                         |
| 年代： | 500年代 \| 510年代 \| 520年代 \| 530年代 \| 540年代 \| 550年代 \| 560年代                       |
| 年份： | 533年 \| 534年 \| 535年 \| 536年 \| 537年 \| 538年 \| 539年 \| 540年 \| 541年 \| 542年 \| 543年 |
| 纪年： | 戊午年（马年）；南朝梁大同四年；高昌章和八年；东魏元象元年；西魏大统四年；新罗建元三年          |

## 大事记
- 中國
  - 河橋之戰，東魏擊敗西魏，西魏盡失洛陽、弘農等沙苑之戰獲勝所得地盤。
  - 莫高窟第285窟建成，是莫高窟最早有明確紀年的洞窟。[1]
- 佛教傳入日本境內。

## 出生
- 韓子高